# 아나스타시오스 두비카스
아나스타시오스 "타소스" 두비카스 (Anastasios "Tasos" Douvikas, 1999년 8월 2일 ~ )는 그리스의 축구 선수이며, 이탈리아 세리에 A의 코모에서 공격수로 뛰고 있다.